# Педальне фортепіано

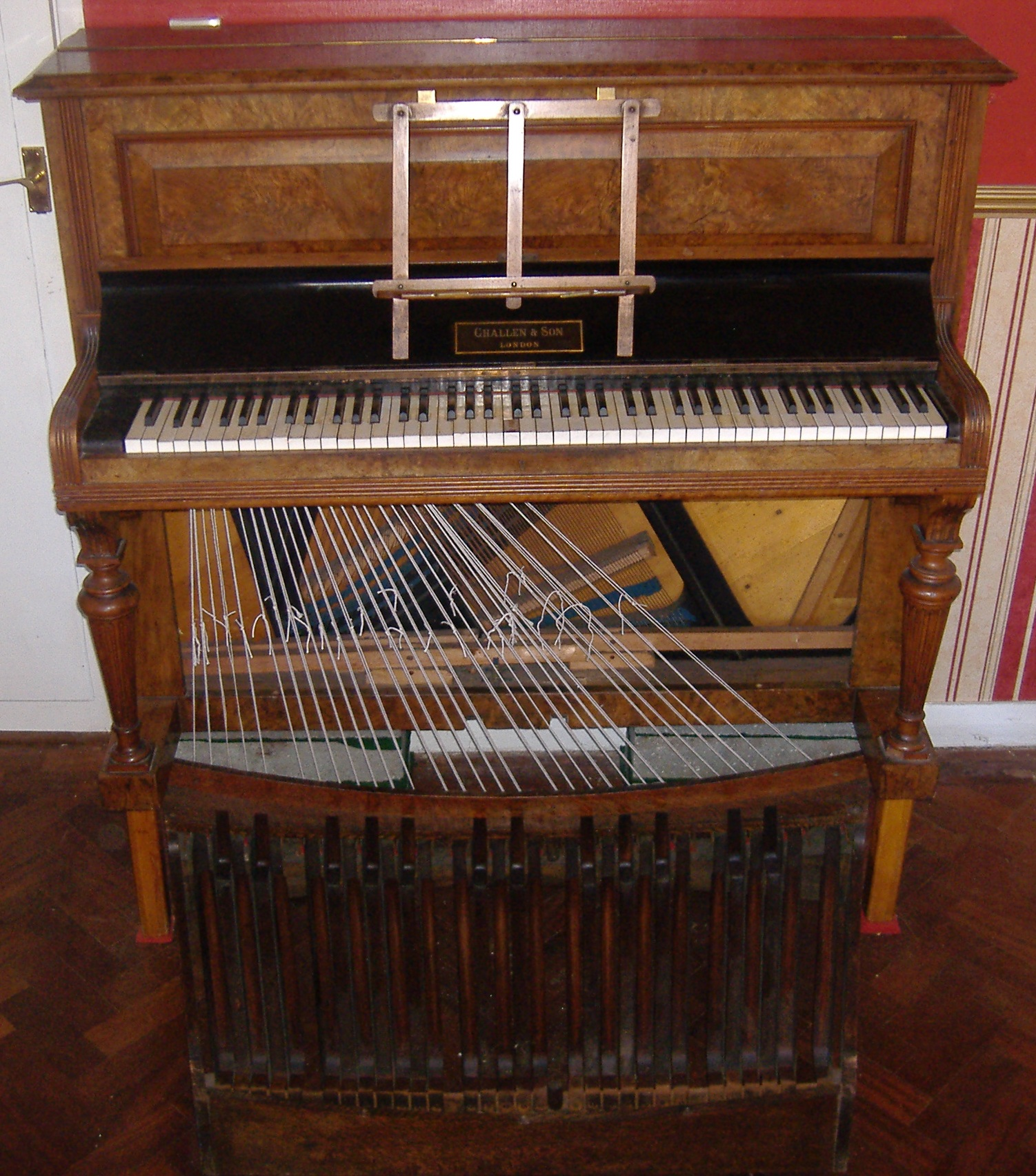
Вертикальне педальне піаніно

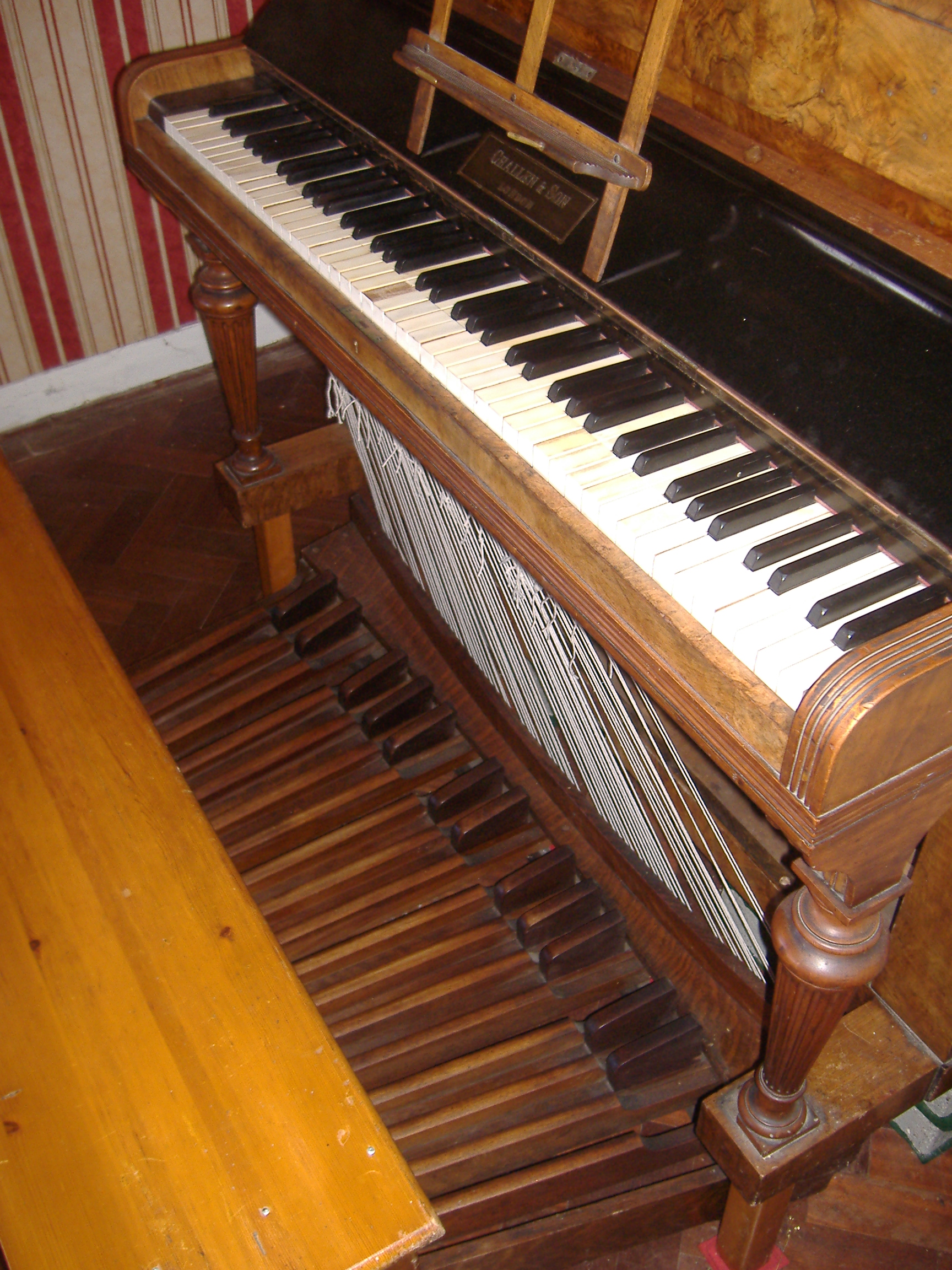
Інший погляд

Педальне фортепіано (або piano-pédalier або pédalier,) — це різновид фортепіано, що включає педаль, що дозволяє грати ноти басового регістра ногами, як це є стандартом на органі.
Існує два широкі типи педальних піаніно: або дошка педалей може бути невід'ємною частиною інструменту, використовуючи ті ж струни та механізм, що й ручна клавіатура (наприклад, педальний рояль Ерарда XIX століття та педальний піаніно Pleyel), або він може складатися з двох незалежних піаніно (кожне з окремою механікою та струнами), які розміщені одне над іншим, або звичайне фортепіано, на якому грають руками, і басовий піаніно, на якому грають ноги (наприклад, педаль XVIII століття фортепіано Вольфганга Амадея Моцарта та Doppio Borgato XXI століття, виготовленого Луїджі Боргато ), або два стандартних фортепіано, нижнє з яких грається з педальної дошки, яка діє на свою (ручну) клавіатуру за допомогою спеціального механізму (наприклад, Pinchi XXI століття Система педальпіано).

## Історія
Витоки педального фортепіано лежать у педальному клавікорді та педальному клавесині, з яких зберігся оригінал першого, а від останнього залишилися лише описи та сучасні репродукції. Перше цитування клавікорда з педальною дошкою з’явилося приблизно в 1460 році в розділі, присвяченому музичним інструментам, в енциклопедичному трактаті, написаному вченим Паулюсом Пауліріном (1413–1471). Органісти використовували ці інструменти для практики, коли нікого не було доступно для роботи з міхами для церковного органу або, взимку, щоб уникнути вправи в неопалюваній церкві . Йоганн Себастьян Бах володів педальним клавесином, а його тріо-сонати для органу BWV 525–530 та інші твори можна грати на інструменті. 
Вольфганг Амадей Моцарт мав фортепіано з незалежними педалями, побудоване для нього в 1785 році Антоном Вальтером. Його батько посилається на це в листі до дочки від 12 березня 1785 року. Рукопис Концерту ре мінор до 466 з автографом, написаного того ж року, показує серію акордів для лівої руки плюс басові ноти на октаву нижче, що охоплює приблизно 2 1/2 такти. Деякі вважають, що басові ноти були призначені для педалі, але щодо цієї інтерпретації існують розбіжності. Додаткові басові ноти можна вважати оригінальною версією, яка не була закреслена, коли Моцарт вирішив замінити їх акордами. А оскільки педаль була суто для його власного, в основному екстемпорального, використання не було б жодних підстав виписувати ноти. 
Луї Шоне зробив педальфлюгель для Роберта Шумана в 1843 році, коли той був у Дрездені . Шуман віддав перевагу вертикальному педальному піаніно, а його педальна клавіатура мала 29 нот і була пов'язана з дією, розміщеною на задній частині фортепіано, де в корпус була вбудована спеціальна дека, покрита 29 струнами. Шуман написав багато музики для педального фортепіано і був настільки захоплений інструментом, що переконав Фелікса Мендельсона, який володів педальним роялем, створити клас, присвячений йому в Лейпцизькій консерваторії . Шарль-Валентін Алкан володів педальним фортепіано Erard, виготовленим у 1853 році, а зараз знаходиться в Musée de la Musique, історичній колекції інструментів Паризької консерваторії . Алкан написав для нього ряд творів у віртуозному стилі, який можна знайти в іншій його фортепіанній музиці.  Кевін Бойєр відродив частину цієї музики в останні роки, хоча він грає її на органі.

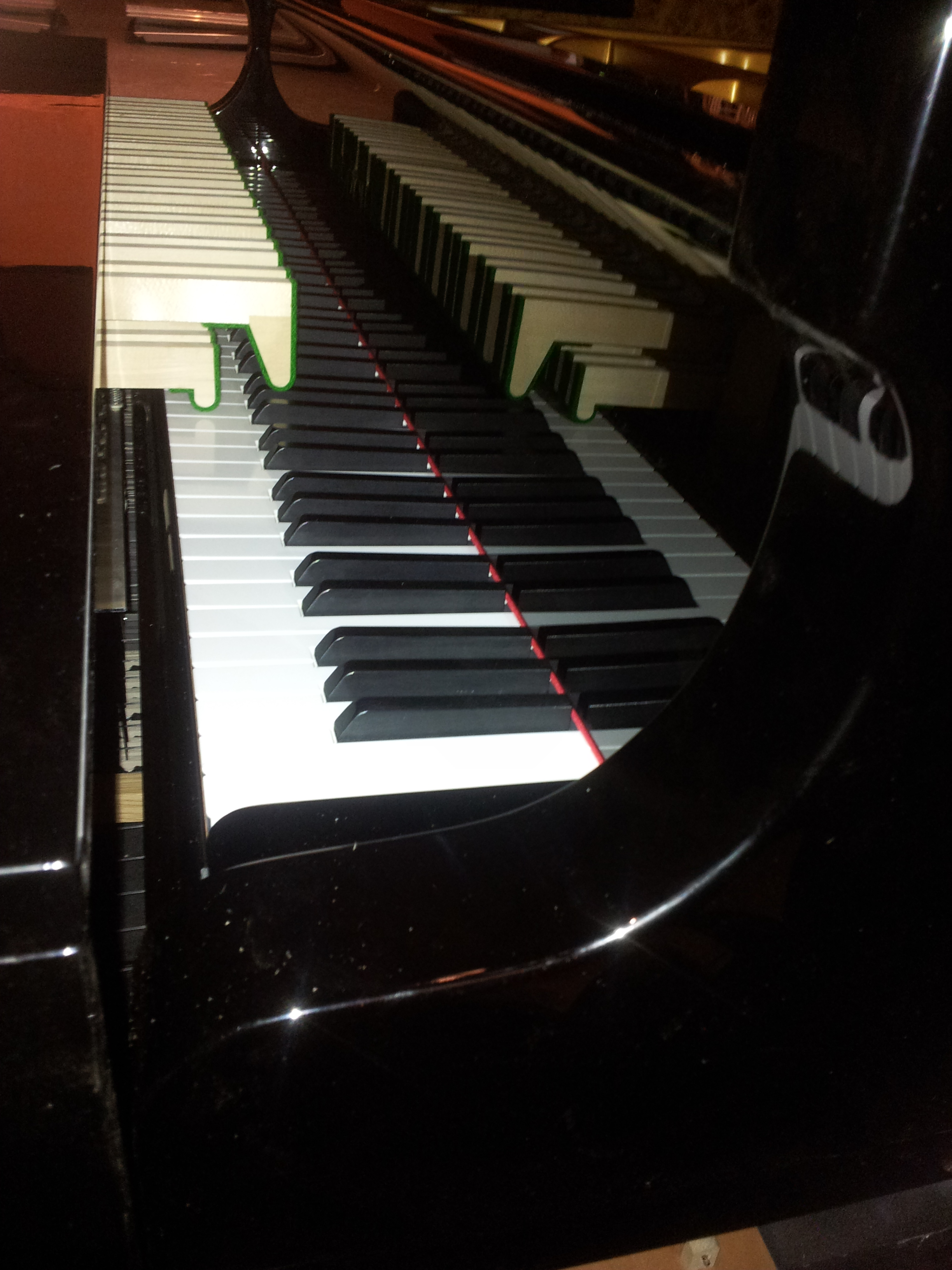
Система педальпіано Pinchi - деталь

Інструмент ніколи не був дуже популярним у 1900-х роках, і він залишається рідкістю. Здебільшого він використовується для того, щоб органісти могли вправлятися вдома, як на педальному клавесині та клавікорді століття тому, замість того, щоб грати на репертуарі педального фортепіано. У 2000-х роках педальні піаніно виробляє в Італії Луїджі Боргато (який заново винайшов і запатентував їх). Ця компанія виготовляє Doppio Borgato, незалежний басовий інструмент, з'єднаний з педальною дошкою, на якій можна розмістити концертний гранд. Боргато розширив реєстр басового фортепіано до 37 нот, від A0 до A3 (замість стандартних 30 або 32 на органі).

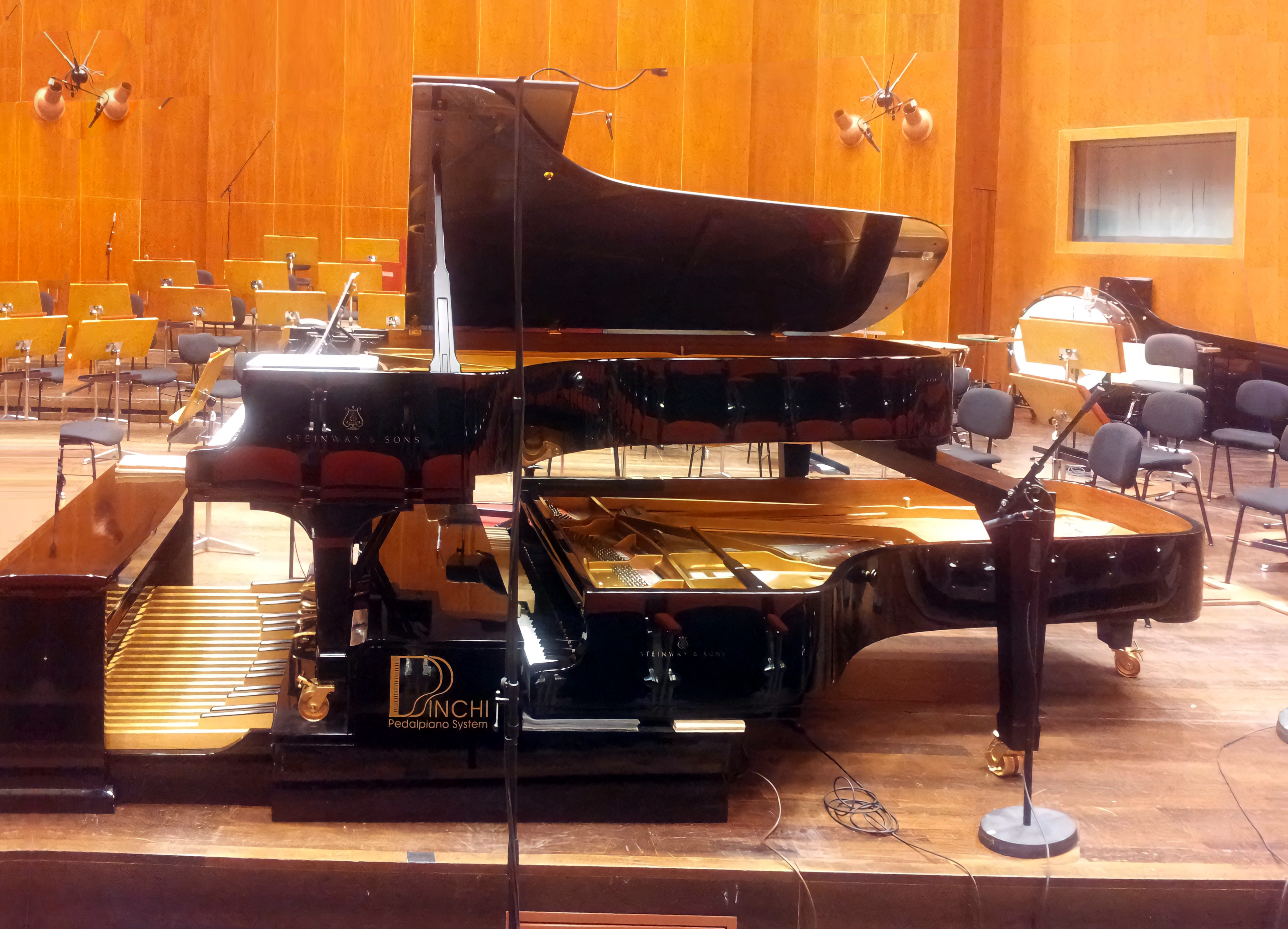
Система педальпіано Pinchi з двома піаніно Steinway D

13 вересня 2011 року італійський піаніст Роберто Просседа представив сучасну прем'єру Концерту для педального фортепіано з оркестром Шарля Гуно з оркестром Артуро Тосканіні під керівництвом Яна Латама Кеніга.
27 квітня 2012 року система Pinchi Pedalpiano System, розроблена Клаудіо Пінчі та Роберто Просседа та побудована органобудівним підприємством Fratelli Pinchi Ars Organi, була представлена у публічному виступі Роберто Просседа. Це педалборд, який працює з будь-якими двома стандартними 88-клавішними роялями. Педальна дошка Pinchi має 37 педалей (від A до A на три октави вище), але система Pinchi Pedalpiano має загальний діапазон п'яти октав завдяки 61 дерев'яному «пальцю», як можна побачити на сусідньому малюнку які грають, тобто натиснути нижню 61 клавішу (A0 до A5) нижнього фортепіано, і які «пальці» зіставлені з 37-нотною педальною дошкою в трьох незалежних трьох октавних зупинках (A0-A3 для 16', A1- A4 для 8' і A2-A5 для 4').

## Виконавці
За останні роки зросло виконання творів для педального фортепіано на цьому інструменті, а не на органі. Серед останніх виконавців на педальному фортепіано — американський органіст і піаніст Дана Робінсон, Жан Дюбе, Олів’є Латрі, американський органіст Пітер Сайкс, німецький органіст Мартін Шмедінг, словенський органіст і клавесинист Далібор Міклавчич, американський піаніст Джон Хурі, Жан Гіллу,  Кемерон Карпентер,  і Роберто Просседа .
Марк Вітті з Австралії побудував власне електричне піаніно з 15 басовими педалями в 1980 році. У 1990-х роках він перетворив його на MIDI, керуючи фортепіанним модулем Roland, що працює в стереомікшерному підсилювачі Yamaha 200w p/ch, з панорамуванням клавіатури вліво і вправо, а педалями в центрі. 

## Композиції для педального фортепіано

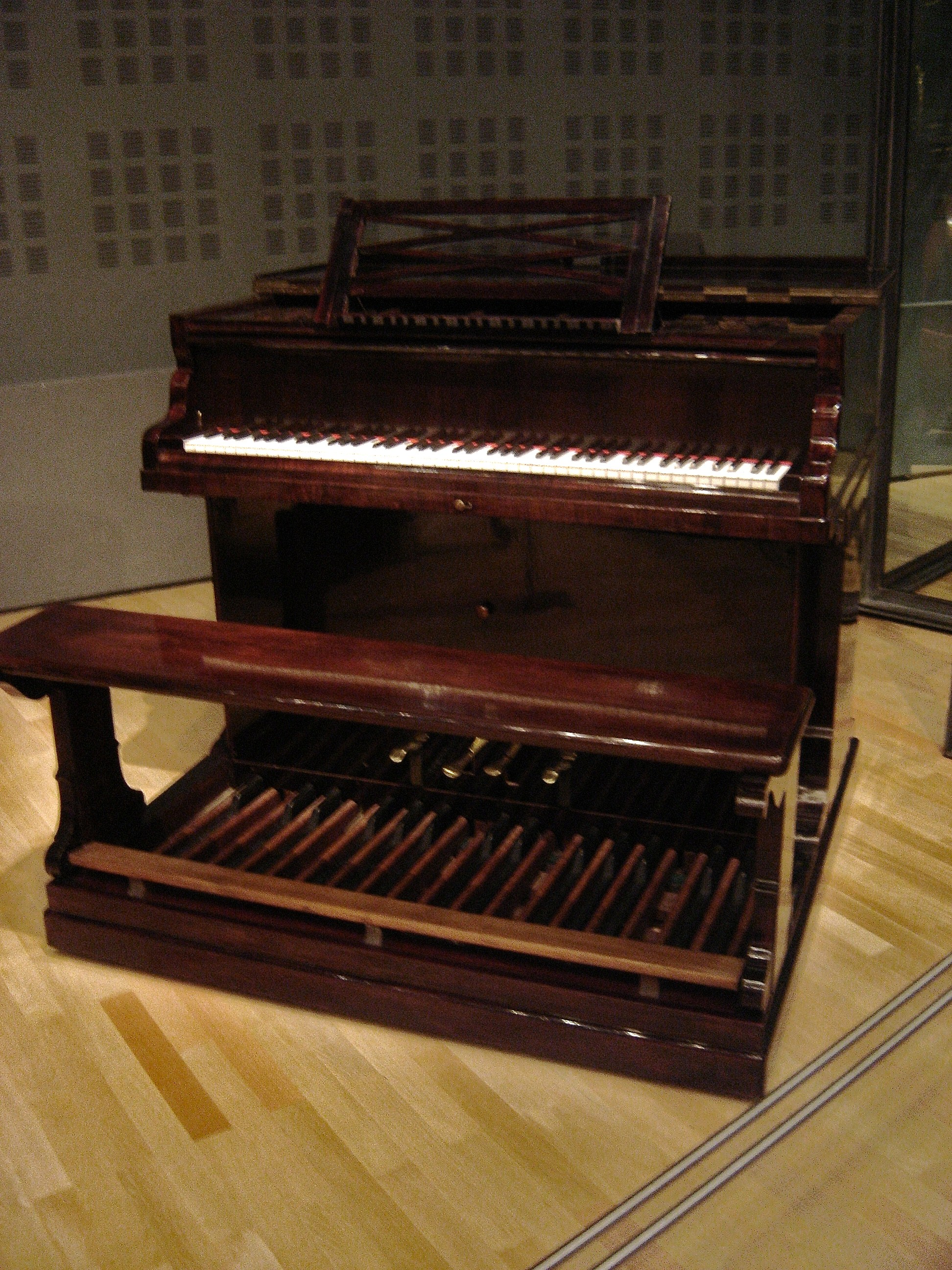
Вертикальний фортепіанний педаль Ерара 1853 року в Музеї музики в Парижі

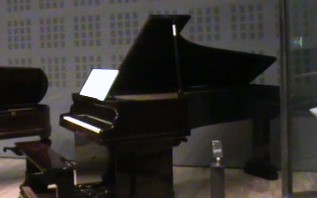
Педаль рояля Ерара Шарля-Валентина Алкана, нині в Musée de la Musique

### 19 століття
- Олександр П’єр Франсуа Боелі[en](1785–1858)
  - 12 п'єс, соч. 18
- Ернст Ріхтер (1808–1879)
  - 3 Прелюдії та фуги, соч. 21 [16]
- Роберт Шуман (1810-1856)
  - Studien, Op. 56
  - Скіззен, соч. 58
  - 6 Фуги на БАХ, соч. 60
- Ференц Ліст (1811–1886)
  - Fantasie und Fuge über den Choral «Ad nos, ad salutarem udam» із «Пророка» Мейєрбера
- Чарльз Валентин Алкан (1813-1888)
  - 12 Études pour les pieds seulement
  - Бенедикт ре мінор, соч. 54
  - 13 Прієр, соч. 64
  - 11 Grands Préludes et une transcription du "Messiah" Генделя, Op. 66
  - Експромт хору Лютера «Ein feste Burg ist unser Gott», соч. 69
  - Bombardo-Carillon для педалі-фортепіано, чотири ноги (або фортепіано в чотири руки)
- Шарль Гуно (1818-1893)
  - Fantasie sur l'hymne national russe для педального фортепіано з оркестром
  - Концертна сюїта для педального фортепіано з оркестром
  - Danse Roumaine для педалі-фортепіано з оркестром
  - Концерт мі-бемоль мажор для педалі-фортепіано з оркестром
  - Марсія Соленн для педалі-фортепіано
  - Ларгетто для скрипки, альта, віолончелі та фортепіано з педалбордом
- Йоганн Георг Герцог[ru] (1822–1909)
  - 6 Фуги, соч. 37 [17]
  - Пассакалія [18]
- Теодор Саломе[en] (1834–1896)
  - 10 Pièces pour orgue ou piano-pédalier, том 1
  - 10 Pièces pour orgue ou piano-pédalier, том 2
  - 12 Pièces Nouvelles za orgue ou piano-pédalier, Op. 59
- Каміль Сен-Санс (1835–1921)
  - Концерт для педального фортепіано з оркестром (Перша версія 2-го фортепіанного концерту )
- Теодор Дюбуа (1837–1924)
  - 12 п'єс для орга або фортепіано-педальєр
  - 12 Pièces Nouvelles pour orgue ou piano-pédalier
- Філіппо Капоччі[en] (1840–1911)
  - 10 Pièces pour orgue ou piano-pédalier
- Семюель Руссо[fr] (1853–1904)
  - 15 Pièces pour orgue ou piano-pédalier

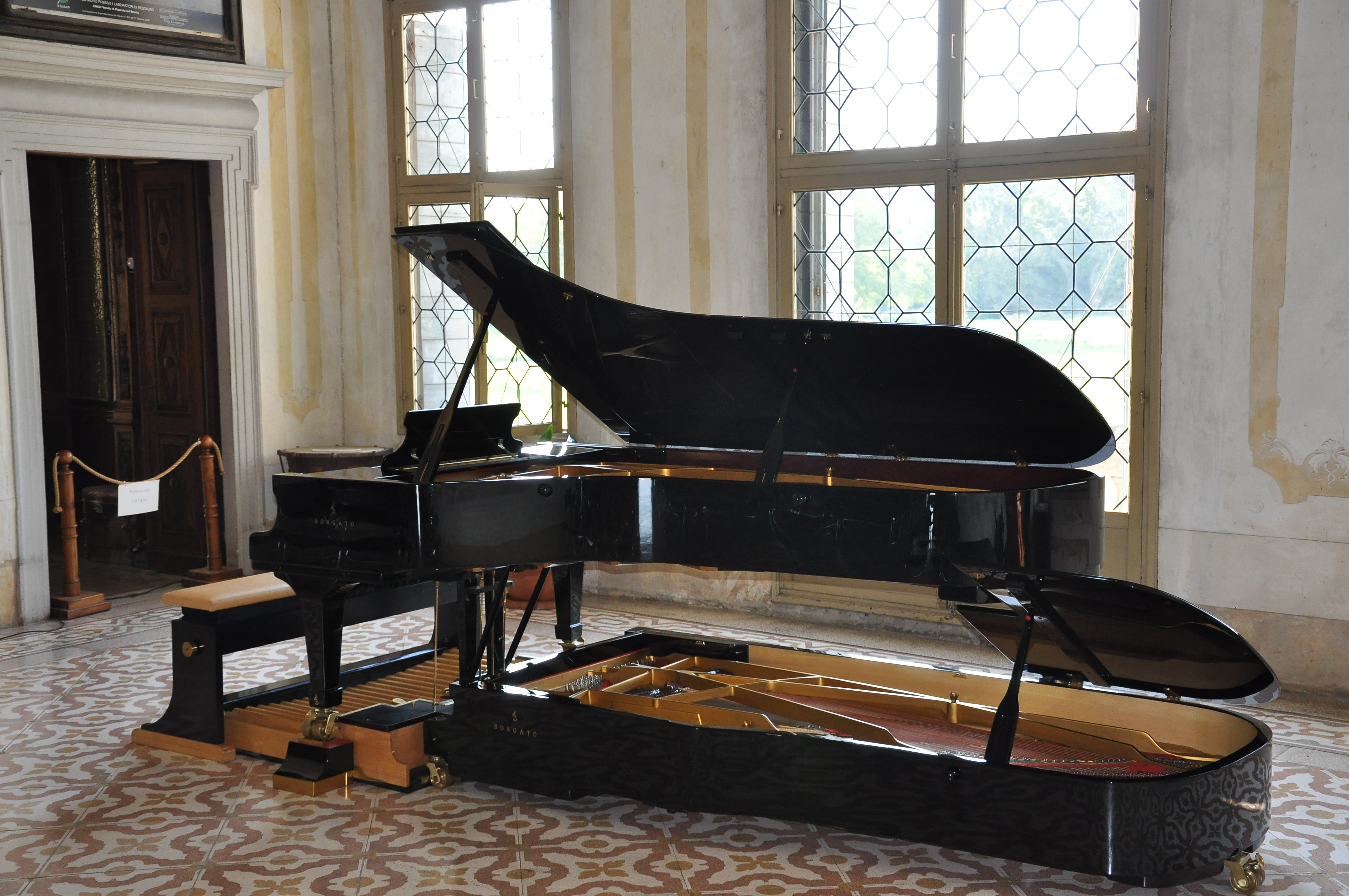
Доппіо Боргато

- Леон Боельман[en](1862–1897)
  - 12 п'єс, соч. 16

### 21 століття
- Кемерон Карпентер[en]
  - «Кемерон Карпентер»
- Франко Оппо[en] (1935-2016)
  - «Freu dich sehr o meine Seele» (2000)
- Жан Гійу[en] (1930-2019)
  - «Епітаси» (2002)
- Карл Великий Палестина[en]
  - Композиції для педального фортепіано (2005)
- Енніо Морріконе
  - Studio IV bis (2011)
- Андреа Морріконе[en]
  - Omaggio a JSB (2011)
- Крістіан Каррара[en]
  - Магніфікат для педального фортепіано з оркестром (2011)
- Німрод Боренштейн[en]
  - Феєрверк, для педального фортепіано (2011)
- Майкл Гленн Вільямс[en]
  - Tip-Tap (2011)
- Франческо Троккіа
  - Тріо соч. 15 н. 1 для педального фортепіано, віолончелі та валторни (2013)
  - Diapositive di una metamorfosi для педального фортепіано, скрипки та віолончелі (2014)
- Йоганнес Скудлік[en]
  - «Транскрипції Йоханнеса Скудліка»

Все, що написано для органу, можна відразу зіграти на педальному фортепіано з оригінальних нот.